# Ковальський Анатолій Вікторович
Анато́лій Ві́кторович Кова́льський (нар. 26 листопада 1978 — 7 липня 2016) — старшина солдат Збройних сил України, учасник російсько-української війни.

## Життєпис
Народився 1978 року в селі Буцневе (Хмельницький район, Хмельницька область). До 2013 року працював оперуповноваженим (Деражнянський відділ міліції), потім поїхав на заробітки в Росію. Повернувшись додому, пішов на військову службу; старшина 131-го окремого розвідувального батальйону, розвідник-кулеметник.
7 липня 2016 року під вечір поблизу села Лопаскине (Новоайдарський район) на керованому фугасі біля річки підірвався мікроавтобус «Фольксваген», Анатолій Ковальський та молодший сержант Микола Яблонський.
Тіло Анатолія в рідному селі люди зустрічали на колінах та зі свічками в руках. Похований в Буцневому.
Без Анатолія лишилися батьки та дружина з дитиною.

## Нагороди та вшанування
- указом Президента України № 383/2016 від 2 вересня 2016 року «за особисту мужність і високий професіоналізм, виявлені у захисті державного суверенітету та територіальної цілісності України, вірність військовій присязі» — нагороджений орденом «За мужність» III ступеня (посмертно)[1]
- в грудні 2016 року у Яблунівській НВК «Загальноосвітня школа І-ІІІ ступенів-» відкрито та освячено меморіальну дошку Анатолію Ковальському.